# Премия «Давид ди Донателло» за жизненные достижения
Премия «Давид ди Донателло» за жизненные достижения (итал. David di Donatello alla carriera) — один из призов национальной итальянской кинопремии Давид ди Донателло. Вручается ежегодно с 1973 года.

## Список лауреатов и номинантов

### 1970-е
- 1973: 
  - Генри Фонда
- 1974: 
  - Берт Ланкастер
- 1975: 
  - Фред Астер
  - Дженнифер Джонс
- 1979: 
  - Амедео Наццари

### 1980-е
- 1980: 
  - Сузо Чекки д’Амико
  - Рэй Старк
- 1981: 
  - Альберто Сорди
- 1983: 
  - Марчелло Мастроянни
  - Ханна Шигулла
- 1986: 
  - Джульетта Мазина
  - Premio Alitalia: Нанни Моретти
  - Специальный приз: Francesco Cossiga
  - Специальный приз: Nicola Signorello
- 1987: 
  - Марио Чекки Гори
  - Альдо Фабрици
  - Франческо Рози
  - Premio Alitalia: Анна Мария Клементелли
  - Premio Alitalia: Сильвио Клементелли
  - Premio Alitalia: Дамиано Дамиани
  - Premio Alitalia: Фульвио Лучизано
  - Специальный приз: Elena Valanzano
- 1988
  - Premio Alitalia: Клаудия Кардинале
  - Специальный приз: Джулио Андреотти
- 1989
  - Premio Alitalia: Моника Витти

### 1990-е
- 1990: 
  - Premio Alitalia: Нино Манфреди
  - Специальный приз: Альберто Сорди
- 1991: 
  - Марио Чекки Гори
  - Марио Нашимбене
  - Алида Валли
  - Специальный приз: Витторио Гассман
- 1992
  - Специальный приз: Джузеппе Йерачитано
  - Специальный приз: Валентина Скаличи
  - Специальный приз della giuria: Роберто Бениньи
- 1993: 
  - David Franco Cristaldi: Карло Людовико Брагалья
  - Специальный приз: Карло Чекки
- 1994: 
  - Альберто Сорди
  - David Franco Cristaldi: Альберто Латтуада
  - Специальный приз: Стефано Дионизи
- 1995
  - Специальный приз: Витторио Чекки Гори
  - Специальный приз: Аурелио Де Лаурентис
  - Специальный приз: Милчо Манчевски
  - Специальный приз: Микеле Плачидо
- 1996: 
  - Витторио Гассман
  - Джина Лоллобриджида
  - Специальный приз: Вирна Лизи
  - Специальный приз: Витторио Чекки Гори
  - Специальный приз: Аурелио Де Лаурентис
  - Специальный приз: Джованни Ди Клементе
- 1997: 
  - Клаудия Кардинале
  - Марчелло Мастроянни память
  - Специальный приз: Academy Pictures
- 1998: 
  - Туллио Пинелли
- 1999: 
  - Мауро Болоньини
  - Софи Лорен
  - Альберто Сорди
  - Premio Cinecittà: Данте Ферретти

### 2000-е
- 2001: 
  - Специальный приз: Тони Кёртис
  - Специальный приз: Мартин Скорсезе
  - Специальный приз: Enzo Verzini
- 2002: 
  - Специальный приз: Лайза Миннелли
  - Специальный приз: Карло Рамбальди
  - Специальный приз: Франко Дзеффирелли
- 2003: 
  - Специальный приз: Грегори Пек
  - Специальный приз: Изабель Юппер
- 2004: 
  - Специальный приз: Гоффредо Ломбардо
  - Специальный приз: Стивен Спилберг
- 2005: 
  - Марио Моничелли
  - Дино Ризи
  - Специальный приз: Cecchi Gori Group
  - Специальный приз: Карло Адзелио Чампи
  - Специальный приз: Том Круз
- 2006: Пятидесятая кинопремия 
  - Сузо Чекки д’Амико
  - Дино Де Лаурентис
  - Марио Гарбулья
  - Джина Лоллобриджида
  - Эннио Морриконе
  - Франческо Рози
  - Джузеппе Ротунно
  - Пьеро Този
- 2007: 
  - Карло Лиццани
  - Джулиано Монтальдо
  - Армандо Тровайоли
- 2008: 
  - Луиджи Маньи
  - Специальный приз: Габриэле Муччино
  - Специальный приз: Карло Вердоне
  - Специальный приз: Cinema italiano
- 2009: 
  - Вирна Лизи
  - Фульвио Лучизано
  - Паоло Вилладжо
  - Специальный приз: Кристиан Де Сика

### 2010-е
- 2010: 
  - Тонино Гуэрра
  - Теренс Хилл
  - Бад Спенсер
  - Лина Вертмюллер
- 2011: 
  - Клаудио Бонивенто
  - Этторе Скола
  - Специальный приз: Джорджо Наполитано
- 2012: 
  - Лилиана Кавани
- 2013: 
  - Винченцо Черами
- 2014:
  - Марко Беллоккьо
  - Карло Маццакурати память
  - Андреа Оккипинти
  - Риц Ортолани  память